# Cantón de Saint-Benoît-du-Sault
El cantón de Saint-Benoît-du-Sault era una división administrativa francesa, que estaba situada en el departamento de Indre y la región de Centro-Valle de Loira.

## Composición
El cantón estaba formado por catorce comunas:
- Beaulieu
- Bonneuil
- Chaillac
- Chazelet
- Dunet
- La Châtre-Langlin
- Mouhet
- Parnac
- Roussines
- Sacierges-Saint-Martin
- Saint-Benoît-du-Sault
- Saint-Civran
- Saint-Gilles
- Vigoux

## Supresión del cantón de Saint-Benoît-du-Sault
En aplicación del Decreto nº 2014-178 de 18 de febrero de 2014, el cantón de Saint-Benoît-du-Sault fue suprimido el 22 de marzo de 2015 y sus 14 comunas pasaron a formar parte del nuevo cantón de Saint-Gaultier.